# Émaciation

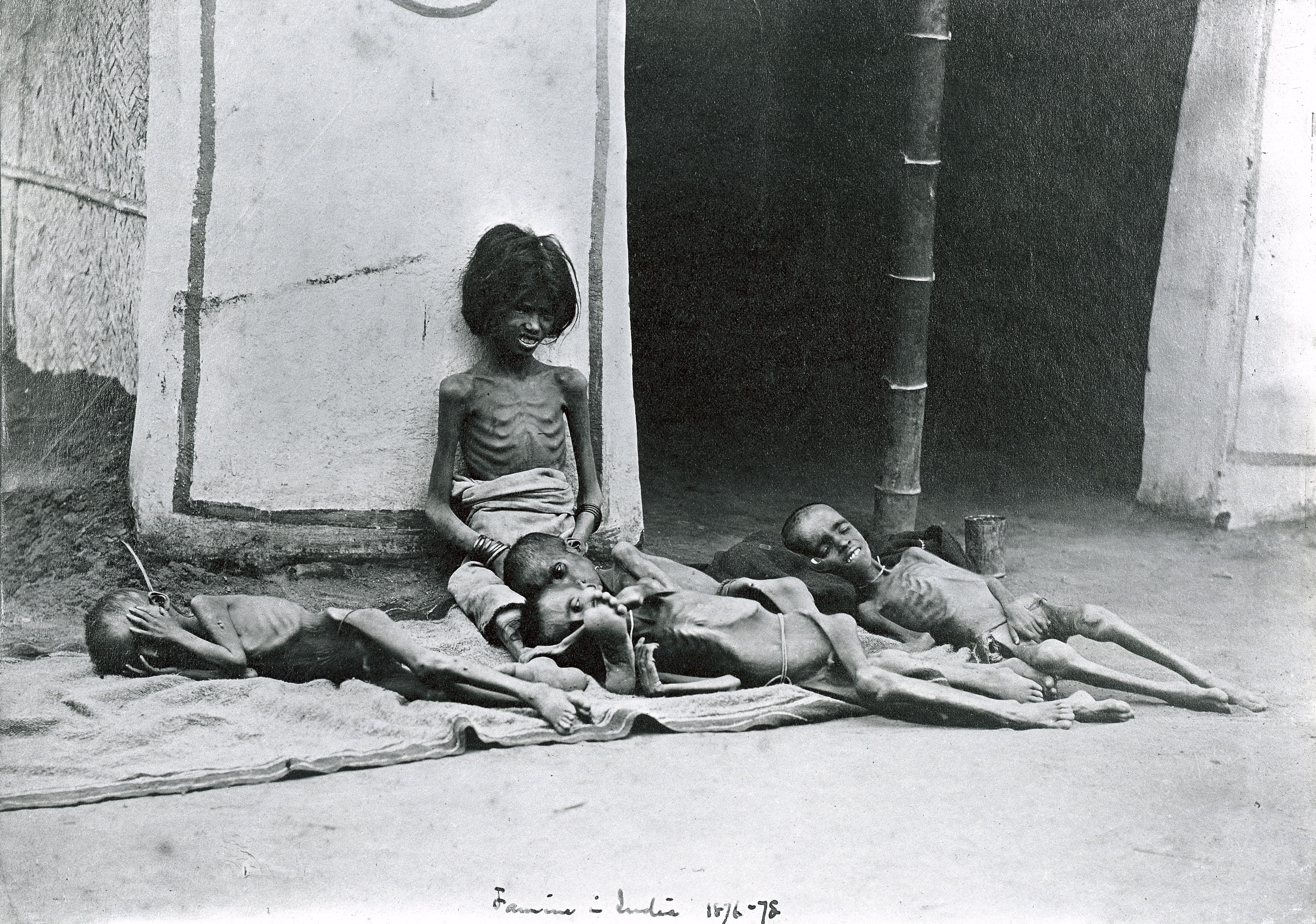
Cinq enfants émaciés, une fillette assise et quatre garçons allongés, pendant la famine en Inde vers 1877.

Une émaciation est une réduction du poids corporel d'un individu, en dessous de 80 % du poids normal. Les causes peuvent être entre autres une malnutrition, marasme, des troubles de l'ingestion d'aliments, des perturbations dans la résorption et/ou l'utilisation des aliments, un besoin accru en nutriments pour les maladies graves, un jeûne prolongé, des troubles mentaux (p. ex. anorexie mentale).
Pendant l'émaciation, seuls les tissus graisseux des dépôts de graisse de stockage et les muscles squelettiques sont dégradés (métabolisme catabolique), mais la graisse de construction est encore présente. Les changements sont encore réversibles. Cependant, sans élimination des causes, une émaciation entraîne rapidement des changements irréversibles (cachexie).